# Oddajcie chwałę Bogu
Oddajcie chwałę Bogu – ogólnoświatowa seria czterodniowych kongresów (dużych spotkań religijnych) zorganizowanych przez Świadków Jehowy. Kongresy odbyły się od czerwca do grudnia 2003 roku. W trakcie ich serii odbyły się 32 duże kongresy międzynarodowe w 13 krajach świata. Kongresy międzynarodowe odbyły się od czerwca do grudnia 2003 roku. Zorganizowano również mniejsze kongresy w przeszło 170 krajach.

## Cel kongresów
Świadkowie Jehowy zorganizowali specjalny program, „by wszystkim osobom miłującym Boga pomóc wieść życie przysparzające Stwórcy należnego szacunku”. Myślą przewodnią pierwszego dnia zgromadzenia był temat „Godzien jesteś, Jehowo, (...) przyjąć chwałę” (Księga Objawienia 4:11). Motto drugiego dnia, zaczerpnięte z Psalmu 96:3, brzmiało „Ogłaszajcie wśród narodów jego chwałę”. Trzeciego dnia, temat – „Wszystko czyńcie ku chwale Bożej” (1. List do Koryntian 10:31). Według organizatorów, Ciała Kierowniczego Świadków Jehowy, miały przyczynić się do wywyższenia imienia Boga Jehowy i pomóc jeszcze lepiej ‛przypisywać Jehowie chwałę należną jego imieniu’ (Psalm 96:8).

## Kongresy międzynarodowe

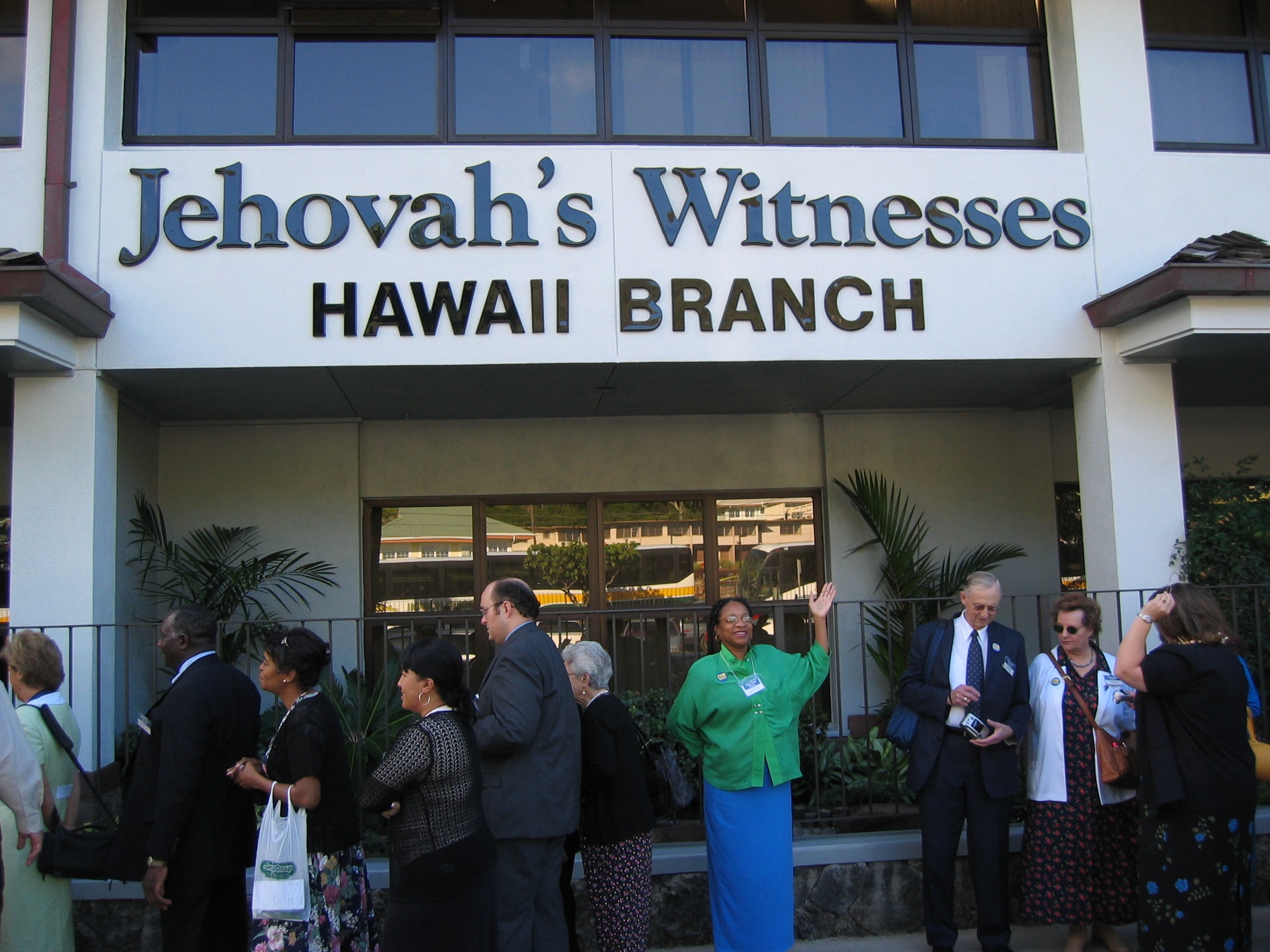
Delegaci kongresu w Honolulu

- Sydney (Australia): przeszło 60 000 delegatów[7]
- Santiago (Chile): ponad 104 000 obecnych[8]
- Brøndby (Dania)[9]
- Akra, Ho, Koforidua, Kumasi, Sekondi-Takoradi (Ghana)
- Barcelona, Madryt, Sewilla[10] (Hiszpania)
- Jokohama, Kobe, Sapporo, Saitama (Japonia)
- Montreal (Kanada)[11][12]
- Meksyk, Monterrey (Meksyk)
- Durban, Johannesburg, Kapsztad (RPA): delegacje z 18 państw, liczba obecnych wyniosła 166 873 osób, a ochrzczono 2472 osoby[13]
- Genewa (Szwajcaria)
- Charków, Donieck, Kijów, Lwów, Symferopol (Ukraina)[14]
- Honolulu, Houston, Long Beach, Pontiac (Stany Zjednoczone)
- Budapeszt (Węgry)

W kongresach międzynarodowych uczestniczyły delegacje z ponad 100 krajów.

## Kongresy w Polsce
- 22 kongresy[16]
  - 27–29 czerwca: Łódź (KS Start), Sosnowiec (Centrum Kongresowe Świadków Jehowy), Warszawa (Stadion Legii)
  - 4–6 lipca: Białystok (BKS Hetman), Ostrów Wielkopolski (Stadion Miejski), Sosnowiec (Centrum Kongresowe Świadków Jehowy)[17], Starachowice (SKS Star)[18], Szczecin (KS Arkonia), Zielona Góra (Stadion MOSiR)
  - 11–13 lipca: Koszalin (KS Gwardia), Legnica (Stadion Miejski), Olsztyn (Stadion OSiR), Sosnowiec (Centrum Kongresowe Świadków Jehowy), Zamość (Stadion OSiR)
  - 18–20 lipca: Gdańsk (BKS Lechia), Poznań (TS Olimpia), Rzeszów (Stal), Sosnowiec (Centrum Kongresowe Świadków Jehowy), Wrocław (Stadion Olimpijski)[19]
  - 25–27 lipca: Bydgoszcz (WKS Zawisza), Lublin (Stadion Miejski)[20], Sosnowiec (Centrum Kongresowe Świadków Jehowy)

## Pozostałe kongresy
Oprócz kongresów międzynarodowych odbyły się mniejsze zgromadzenia w ponad 170 krajach.
W Indonezji ze zgromadzenia w Dżakarcie skorzystało blisko 10 000 osób. Był to pierwszy kongres po zniesieniu zakazu działalności Świadków Jehowy w tym kraju.
W grudniu 2003 roku w obozie w Lainé w Gwinei, zamieszkiwanym przez 30 000 uchodźców zorganizowano zgromadzenie okręgowe dla 150 tamtejszych Świadków Jehowy z Liberii i Sierra Leone. Uczestniczyło w nim 591 osób, w tym 9 niesłyszących, którym program tłumaczono na język migowy. Ochrzczono 12 osób.
W lipcu 2003 roku w pierwszej powstałej Rumunii Sali Zgromadzeń w Negrești-Oaș, w kongresie uczestniczyło 8557. Ogółem odbyło się w Rumunii 9 kongresów, a w Mołdawii – 5.
Od 22 do 24 sierpnia 2003 roku w rosyjskim Stawropolu miało się odbyć jedno ze zgromadzeń okręgowych w języku migowym. Delegaci przybyli z 70 miast Rosji. Na dzień przed zgromadzeniem wypowiedziano umowę najmu. W związku z tym 22 sierpnia wynajęto budynek cyrku. Pomimo odcięcia prądu i wody, z programu skorzystało 611 osób. W tym samym mieście, rankiem 29 sierpnia 2003 roku policjanci weszli na stadion na którym rozpoczęto kongres. Wtargnęli na scenę, odepchnęli mówcę na bok i nakazali wszystkim obecnym opuścić teren. Wejścia na stadion zostały zamknięte, a przybywający delegaci zostali zmuszeni do powrotu do domu.
W Brazylii odbyły się 92 kongresy. W Stanach Zjednoczonych zorganizowano 97 kongresów w 17 językach (w tym w polskim). W Wielkiej Brytanii odbyły się 22, a ich program przedstawiono w 8 językach. W Kanadzie zorganizowano 25 kongresów w 9 językach (w tym w polskim), w Nigerii 139 kongresów w 23 miastach, a w Niemczech 25 kongresów w 14 językach (w tym polskim).
W kongresie w Nukuʻalofie na Tonga liczba obecnych wyniosła 407, a ochrzczono 5 osób.

## Niektóre punkty programu
- Dramat: Śmiało głośmy pomimo sprzeciwu.
- Wykład publiczny: Kto dzisiaj oddaje chwałę Bogu?
- Przyjęto dziesięciopunktową rezolucję, która kierowała uwagę na różne aspekty oddawania chwały Jehowie[1].